# Водјеради (Трнава)
Водјеради (слч. Voderady) насељено је мјесто са административним статусом сеоске општине (слч. obec) у округу Трнава, у Трнавском крају, Словачка Република.

## Становништво
| Година:    | 1994. | 2004.   | 2014.   | 2024.    |
| ---------- | ----- | ------- | ------- | -------- |
| Број људи: | 1249  | 1330    | 1446    | 1783     |
| Разлика:   |       | +6,48 % | +8,72 % | +23,30 % |

| Година:    | 2023. | 2024.   |
| ---------- | ----- | ------- |
| Број људи: | 1754  | 1783    |
| Разлика:   |       | +1,65 % |

Према подацима о броју становника из 2024. године насеље је имало 1783 становника.